# Asie

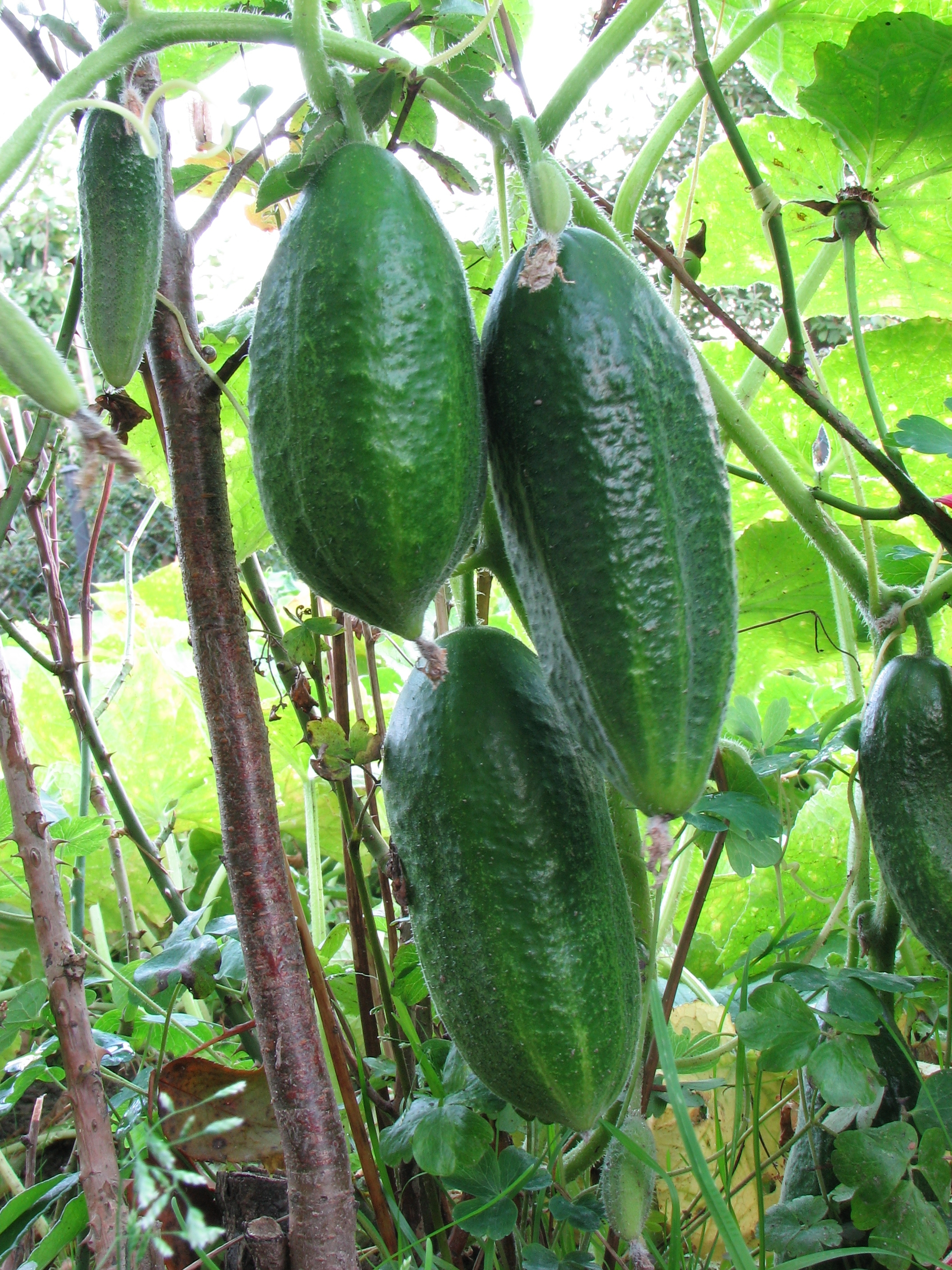
Verse Aziatische komkommers.

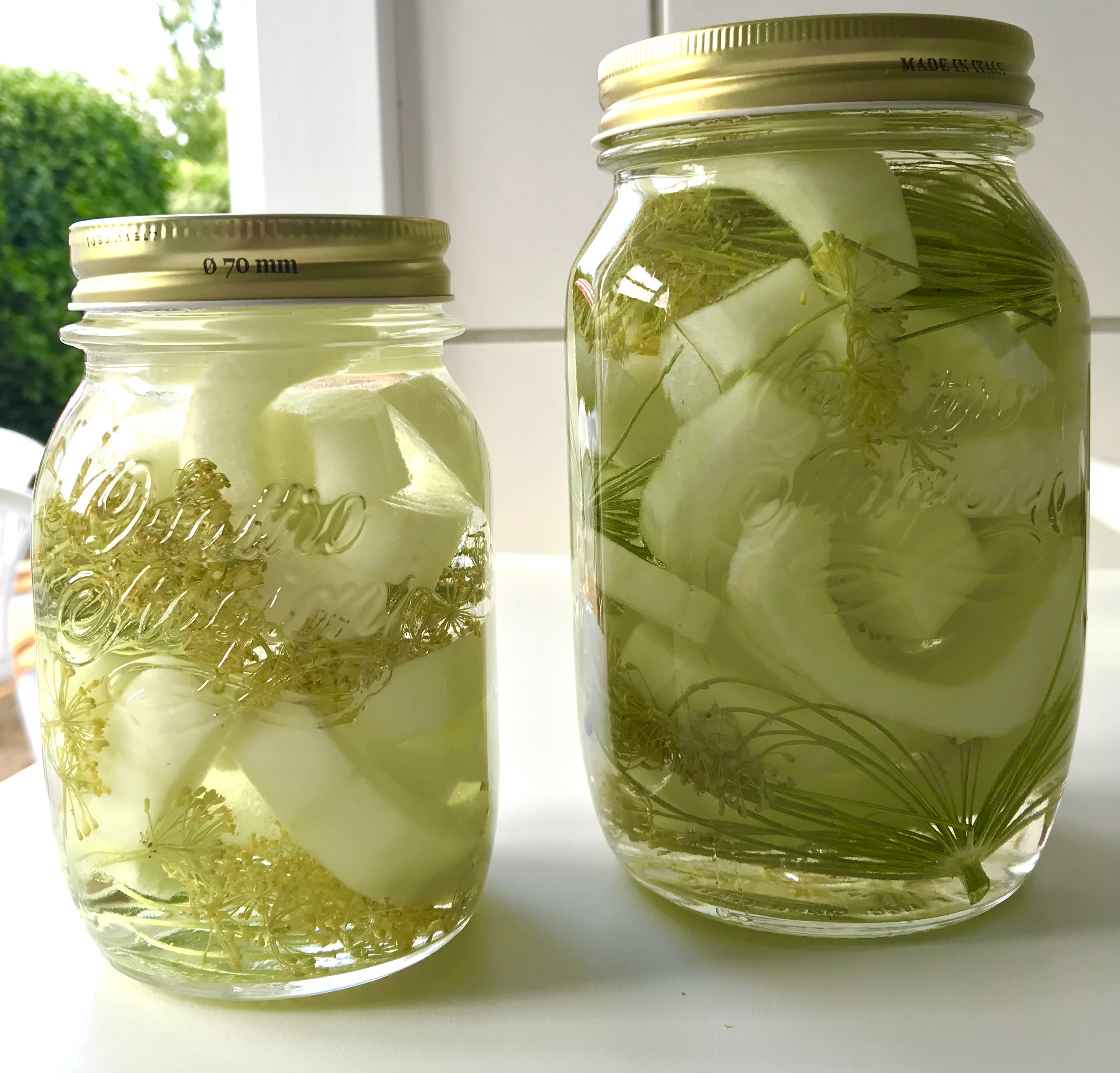
Zelf ingemaakte asier met dilletakjes.

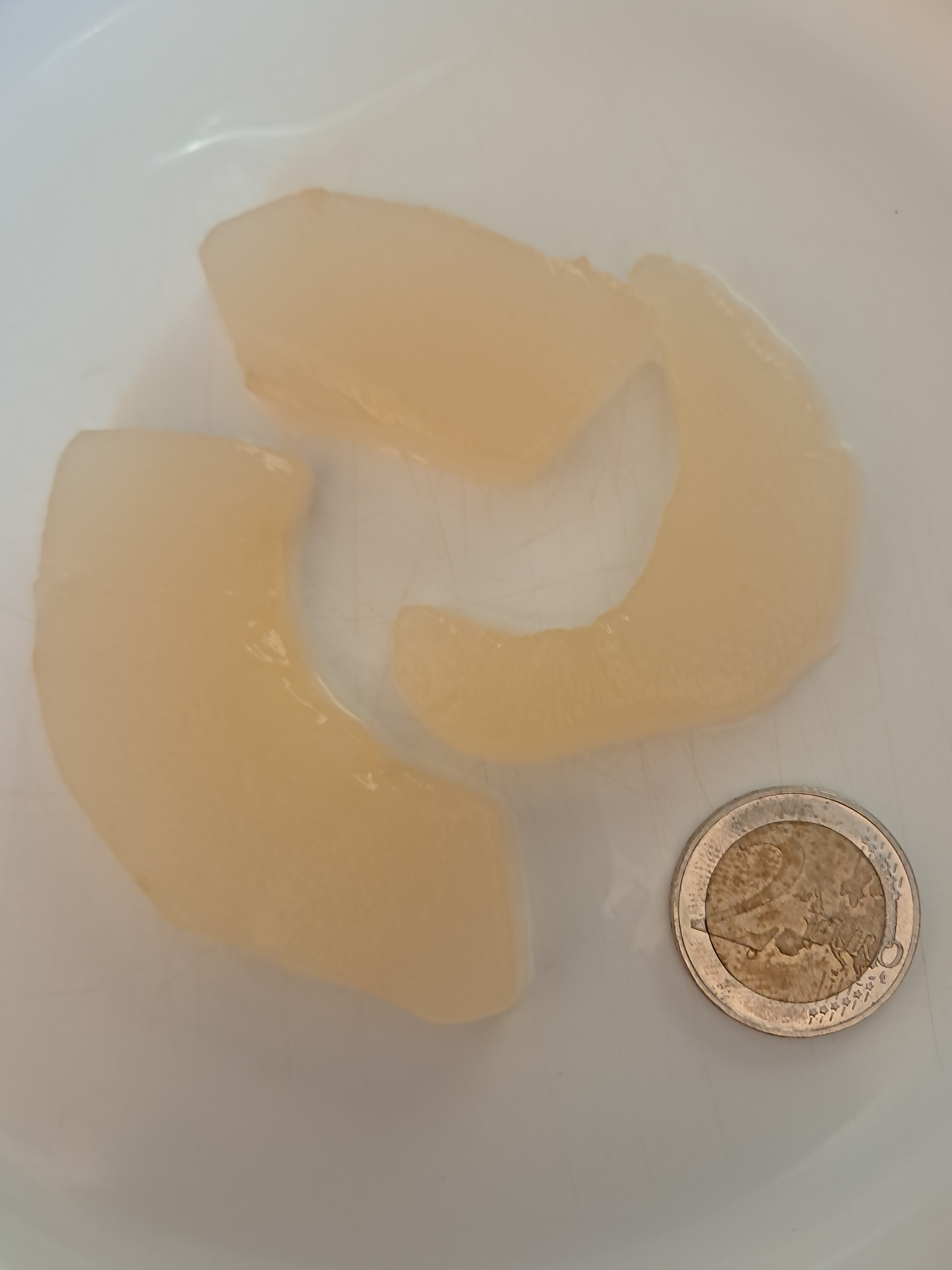
Stukjes asier met een twee euromunt voor de schaal

Een asie, meervoud asier, is een Deens soort tafelzuur. Het zijn stukjes ingelegde Aziatische komkommer, een variant van de cucumis sativus.
Asier worden ingelegd door de Aziatische komkommer in de lengte te schillen en te snijden. De zaadlijsten worden verwijderd en de holte wordt gevuld met zout. Zodra het zout het vocht uit de komkommer heeft getrokken, wordt deze in stukken gesneden, in glazen potten gedaan en overgoten met een sterke, gekookte pekel van azijn en suiker met specerijen. Asier kunnen worden ingelegd met dille, appelazijn, mierik etc.
Asier worden in Denemarken gebruikt als bijgerecht bij veel warme gerechten en als garnering voor Smørrebrød.